# Dodge Center
Dodge Center est une ville américaine située dans le comté de Dodge, dans l’État du Minnesota. Lors du recensement de 2010, sa population s’élevait à 2 670 habitants.

## Géographie
Selon le Bureau du recensement des États-Unis, Dodge Center a une aire totale de 5,39 km2.

## Économie
La plus grosse entreprise de la ville est McNeilus, qui fabrique des bétonnières. C'est une filière de Oshkosh Corporation.

## Personnalités liées à la ville
- Milton Humason, astronome, est né à Dodge Center en 1891[4].
- Perry Greeley Holden, agronomiste, est né à Dodge Center en 1865[5].